# Tarchon Fist
I Tarchon Fist sono una band heavy metal fondata nel 2005 a Bologna.

## Storia
Il gruppo si forma verso la fine del marzo 2005 in seguito alla scissione tra il chitarrista Luciano Lvcio Tattini ed i Rain, storico gruppo bolognese fondato dallo stesso Tattini nel 1980.
La prima formazione vede l'affiancamento di Lvcio da parte di Luigi J.J. Sange Sangermano alla voce, Marco Wallace Pazzini al basso, Andrea Animal Bernabeo alla batteria e Lucio Junior Martelli alla seconda chitarra.
In un primo momento l’intenzione è quella di proseguire con il progetto Rain, ma a seguito di controversie legali, inizialmente la band si presenta con il nome Rain 1980.
Solo dal luglio del 2006 la band inizia ad utilizzare il nome Tarchon Fist.
Il gruppo, consolidato grazie al lavoro svolto nel primo arco di tempo, si propone con un promo CD contenente due tracce It’s My World e Eyes Of Wolf ed un videoclip relativo a questo secondo brano. Queste due canzoni in particolare diventeranno nel tempo di importanza storica per la band.
L’intensa attività live, il materiale promozionale ed il videoclip suscitano l’interesse dell’etichetta bresciana My Graveyard Productions, con la quale la band sigla il suo primo contratto discografico nel 2007.
Nei mesi successivi i Tarchon Fist registrano altre nove tracce che, insieme ai due brani promozionali, danno vita al primo full-lengh dal titolo Tarchon Fist.
L'album vanta la presenza in studio di ospiti quali Clifford Evans chitarrista dei Tank e di Paul Di'Anno (primo cantante degli Iron Maiden), Alberto Simonini leader dei Crying Steel, Luciano ''Ciano'' Toscani all'epoca chitarrista dei Listeria ed attuale axeman degli Ancillotti e Alberto Bergonzoni chitarrista de Gli Atroci.
Durante le riprese e la produzione dell'album il gruppo non cessa mai la propria intensa attività live, abitudine che viene mantenuta durante tutta la storia discografica della band.
Nel 2008 la band gira il suo secondo il videoclip: It's My World. In parallelo iniziano le registrazioni per un nuovo album e si pongono le basi per la realizzazione di un dvd live.
Durante lo stesso anno i cinque musicisti dividono il palco con band di fama internazionale del calibro di Girlschool, Crucified Barbara, Tokyo Blade, Helstar, Tygers of Pan Tang, Manilla Road, Steel Assassin, Vision Divine, Molly Hatchet, Cloven Hoof ed Elixir.
Tra la fine del 2007 e l'inizio del 2008 Il chitarrista Lucio Junior Martelli abbandona il gruppo per ragioni lavorative. Al suo posto subentra Federico Heavy Rico Mengoli.
Nel 2009 terminano le registrazioni del secondo album dal titolo Fighters pubblicato sotto My Graveyard Productions.
Anche in questa occasione sono presenti ospiti d’eccellenza quali Tom Naumann (Primal Fear) e Rob Weir con il compagno Dean Robertson (Tygers of Pan Tang). Presenzia anche l’ex chitarrista della band Junior.
Nell’autunno del 2009 viene prodotto il videoclip del brano Fighters e la band riesce ad esibirsi fuori dai confini nazionali per la prima volta.
L'intensa attività live e la prospettiva di registrare un nuovo cd promozionale, costringono J.J. Sange ad abbandonare il progetto.
Nel 2010 entra a fare parte del team Mirco Ramon Ramondo in qualità di cantante, con il quale la band si esibisce in una serie di concerti in Italia insieme ad artisti quali Lizzy Borden e Pino Scotto. Allo stesso tempo Ramon si cimenta nella registrazione di tre nuove tracce tra cui Play It Loud e I Stole A Kiss To The Devil. Successivamente il gruppo intraprende un tour in Inghilterra.
Nel novembre del 2010 Heavy Rico decide di lasciare la band. Al suo posto viene reclutato il chitarrista Sergio Rix Rizzo.
La nuova line-up si mette alla prova con un tour in Repubblica Ceca, paese in cui si esibisce diverse volte anche durante gli anni successivi.
Tra il 2010 e il 2011 la band produce due nuovi videoclip sui brani Play It Loud e I Stole A Kiss To The Devil, avanguardia del successivo full lengh. Durante questo periodo i Tarchon Fist si esibiscono a fianco di band come Virgin Steele, Praying Mantis, Angel Witch, e Picture.
Nel 2011 viene rilasciato il primo LP del gruppo dal titolo World Of Fighters prodotto dall’etichetta Bologna Rock City in collaborazione con la sempre presente My Graveyard Productions.
Tra il 2012 e il 2013 la band porta avanti la propria attività live in particolare in Repubblica Ceca e Francia, iniziando in parallelo a lavorare sul nuovo album dal titolo Heavy Metal Black Force (My Graveyard Productions) che vede la luce nel 2013. Ospiti in studio sono i due ex chitarristi che affiancano quelli ufficiali.
Nel 2014 la band rilascia il singolo in lingua madre Se Dio Volesse.
Tra il 2014 e il 2015 i Tarchon Fist si esibiscono in Austria, Francia e Repubblica Ceca e realizzano il videoclip del brano Heavy Metal Black Force.
Nel 2015 in occasione dei primi 10 anni di attività viene prodotto il full lengh Celebration per la label Il Male Productions e Pure Steel Promotion per la distribuzione europea.
Nel 2016 il batterista storico Animal lascia la band. Nell’immediato i Tarchon Fist ricorrono a turnisti per presenziare alle date già confermate.
Nel 2016 viene pubblicato il videoclip di Celebration.
Dopo un'attenta selezione viene assoldato alla batteria Giacomo Jack Lauretani.
Con questa nuova formazione il gruppo inizia le registrazioni del EP dal titolo Proud To Be Dinosaurs (2017 - Il Male Productions) anteprima di quello che è il primo concept album della band emiliana.
Nel 2017 i Tarchon Fist intensificano la propria attività in Germania, dove partecipano a diversi festival (anche come coheadliner insieme ai Freedom Call).
Nel Novembre del 2017 la band entra in contatto con la Wacken Foundation, i cui membri esortano i Tarchon Fist ad intraprendere un percorso che porterà il gruppo a calcare il primo agosto del 2018 uno dei palchi del Wacken Open Air, festival tedesco di rilevanza mondiale che si tiene nell'omonima cittadina.
Dopo aver concluso il 2018 con alcuni live in Germania e in Italia, la band firma per la label tedesca Pride & Joy Music interessata a produrre Apocalypse, il primo concept album del gruppo, che verrà distribuito a partire dal 16 agosto 2019.

## Formazione

### Formazione attuale
- Luciano “Lvcio” Tattini - chitarra e cori  (2005 - Presente)
- Marco “Wallace” Pazzini  - basso e cori (2005 - Presente)
- Mirco “Ramon” Ramondo - voce  (2010 - Presente)
- Sergio “Rix” Rizzo - chitarra e cori (2010 - Presente)
- Giacomo “Jack” Lauretani  - batteria (2016 - Presente)

### Ex componenti
- Andrea “Animal” Bernabeo - batteria  (2005-2016)
- Federico “Heavy Rico” Mengoli - chitarra e cori (2007-2010)
- Luigi “J.J. Sange” Sangermano - voce  (2005-2010)
- Lucio “Junior” Martelli - chitarra (2005-2007)

## Discografia

### Album in studio
- 2008 - Tarchon Fist (CD)
- 2009 - Fighters (Doppio CD)
- 2013 - Heavy Metal Black Force (CD)
- 2015 - Celebration (CD)(compil)
- 2019 - Apocalypse (Concept Album)
- 2023 - The flame stills burns

### LP
- 2011 - World Of Fighters (LP)

### Promo CD
- 2006 - It's My World / Eyes Of Wolf (Promo CD)
- 2011 - Play It Loud / I Stole a Kiss To The Devil (Promo CD)

### EP
- 2017 - Proud To Be Dinosaurs (EP)

### Singoli
- 2014 - Se Dio Volesse (CD Singolo)

## Compilation
- 2008 - New LM Records - Heavy Rendez Vous Vol. 3 - Italy[20]
- 2008 - Rock Hard - Sounds Loud #60 - Italy[21]
- 2009 - Granducato Di Metallo - Invasione Totale Vol. 3 - Italy[22]
- 2010 - 272 Records - Kill City 23 - Usa[21]
- 2012 - Rock Hard - Explosion Vol. 4  - Italy[21]
- 2016 - Rock Hard - Lauschangriff Vol. 048 - Germany[23]
- 2017 - Rock It! - Hear It! Vol. 92 - Germany[24]
- 2019 - Rock Hard - Lauschangriff Vol. 74 - Germany[25]